# Pi Canis Majoris
Pi Canis Majoris (π Canis Majoris, förkortat Pi CMa, π CMa) som är stjärnans Bayerbeteckning, är en dubbelstjärna  belägen i den mellersta delen av stjärnbilden Stora hunden. Den har en kombinerad skenbar magnitud på 4,69 och är synlig för blotta ögat där ljusföroreningar ej förekommer. Baserat på parallaxmätning inom Hipparcosuppdraget på ca 33,8 mas, beräknas den befinna sig på ett avstånd av ca 97 ljusår (ca 30 parsek) från solen. Stjärnan rör sig i riktning mot solen med en radiell hastighet på -37,9 km/s och kommer att vara på minsta avstånd om ca 733 000 år, då med 23 ljusår.

## Egenskaper
Pi Canis Majoris A är blå till vit stjärna i huvudserien av spektralklass F1.5 V. Den har en uppskattad massa som är 1,32 gånger större än solens, en radie som är ca 2,3 gånger större och utsänder från dess fotosfär ca 9 gånger mera energi än solen vid en effektiv temperatur på ca 6 860 K. Den visar ett stort överskott av infraröd strålning vid en våglängd på 24 μm och ett mindre överskott vid 70 μm, vilket tyder på närvaron av en omgivande skiva av stoft med en temperatur på 188 K, som kretsar på ett avstånd av 6,7 AE från stjärnan.
Pi Canis Majoris A är en periodisk variabel stjärna med en frekvens på 11,09569 cykler per dygn (2,16 timmar per cykel) och en amplitud på 0,0025 i magnitud. Den har en följeslagare, Pi Canis Majoris B av magnitud 9,6, som år 2008 var separerad med 11,6 bågsekunder från primärstjärnan. Den projicerade separationen är ca 339 AE.